# Erkenning (internationaal recht)
Erkenning is volgens het internationaal recht een handeling waarbij een staat aanvaardt dat een bepaalde toestand of handeling waaraan hij zelf heeft deelgenomen, hem tegenstelbaar is. Het gaat hierbij om de erkenning van andere staten, regeringen, de staat van oorlog en nationale bevrijdingsbewegingen.

## Erkenning van staten
De erkenning van de ene staat door de andere, is een eenzijdige rechtshandeling van die andere staat, die daarmee te kennen geeft dat hij de nieuw erkende staat als lid van het internationale statensysteem aanvaardt en alle gevolgen van die erkenning wil accepteren.
Erkenning van staten is een politiek gebeuren dat vaak onderdeel is van een brede buitenlandse politiek. Het is geen enkele staat verplicht om een andere staat te erkennen: erkennen is een discretionaire bevoegdheid. Wel is het staten verboden om een nieuwe staat te erkennen als die nieuwe staat zich via onrechtmatig geweld van een andere staat heeft weten los te worstelen (Stimson-doctrine).
Gewoonlijk besluit een staat zelf om een andere staat te erkennen. Staten kunnen echter ook gezamenlijk een nieuweling erkennen. Zo besluiten lidstaten van de Europese Unie doorgaans gezamenlijk om een nieuw lid te erkennen; voor het laatst gebeurde dit met Montenegro (juni 2006). Soms stellen staten voorwaarden alvorens zij een staat erkennen. Een voorbeeld is wederom de Europese Unie: de lidstaten eisen meestal onder meer een democratische staatsinrichting en een ondertekening van het Handvest van de Verenigde Naties.
Het erkennen van staten gebeurt doorgaans door een eenzijdige verklaring van de erkennende staat, maar soms ook in een bilateraal of multilateraal verdrag waarin erkenning een onderwerp is. Het samen partij zijn bij een multilateraal verdrag waarbij erkenning niet aan de orde is, impliceert geen erkenning. Ditzelfde geldt voor het lidmaatschap van de Verenigde Naties: zo zijn veel Arabische landen net als Israël lid van de VN, terwijl ze dat land niet erkennen.
Soms wordt een staat om politieke redenen door één of enkele staten niet erkend, in andere gevallen kunnen veel of bijna alle staten besluiten om een gebied niet als staat te erkennen, terwijl de machthebbers in dat gebied wel claimen een staat te zijn. Sealand, Somaliland en Transnistrië worden door geen enkel land erkend; de Turkse Republiek Noord-Cyprus slechts door één land (Turkije).

### Erkenningde jureende facto
Er is een onderscheid tussen de jure en de facto erkenning. De facto erkenning is herroepbaar en is voorlopig van aard; de betrekkingen tussen de erkennende staat en de erkende staat zijn in een dergelijke situatie beperkt. De facto erkenning komt meestal voor in een tijdelijke situatie van een staat-in-wording.
De jure erkenning is een volwaardige erkenning: men erkent dat een nieuwe staat alle rechten en plichten van een staat toekomen. Een dergelijke erkenning is onherroepbaar: het intrekken van een erkenning is niet rechtsgeldig, tenzij de erkende staat opgeheven wordt.

### Opvattingen over erkenning van staten
Aangaande erkenning van staten zijn in het internationaal recht twee stromingen te onderscheiden. Zij die in dit verband een constitutieve opvatting hebben, zijn van mening dat een staat pas een staat is, zodra hij erkend is (en daarnaast een bevolking, grondgebied en regering heeft). Dit betekent dat een staat zonder erkenning door de andere staten geen territoriale integriteit heeft (en dus binnengevallen mag worden), maar ook dat hij niet gebonden is aan het internationaal recht. Aangezien dit in de praktijk leidt tot paradoxale situaties (bijvoorbeeld als een staat door een aantal staten wel is erkend en door andere niet), heeft de declaratieve opvatting tegenwoordig meer aanhang onder volkenrechtgeleerden. Volgens deze opvatting kan een staat ook zonder erkenning bestaan, zolang hij maar een grondgebied, een bevolking en een regering heeft.

## Erkenning van regeringen
Doorgaans erkent een staat impliciet of expliciet de heersende regering van een andere staat als de regering van die staat. Veel landen, waaronder Nederland en België, doen meestal niet aan het erkennen van regeringen. Sommige landen doen dat echter wel, waaronder de Verenigde Staten en het Verenigd Koninkrijk. Zij kunnen derhalve (om politieke redenen) een nieuwe regering erkennen en daarmee een regimewisseling steunen of afkeuren. Een erkenning van een nieuwe regering is altijd herroepbaar.

## Erkenning van oorlogsvoering
De erkenning van de staat van oorlog tussen twee of meer staten is tegenwoordig in onbruik geraakt, aangezien het door het Handvest van de Verenigde Naties verboden is om oorlog te voeren. Wel kan een oorlogsvoering van opstandelingen erkend worden, indien het gaat om een internationaal gewapend conflict waarbij een opstandelingenbeweging een effectieve controle uitoefent over een zeker grondgebied.
De erkenning van deze situatie kan gedaan worden door de regering wier grondgebied gedeeltelijk door opstandelingen is bezet. In een dergelijke situatie is het internationaal humanitair recht van toepassing geworden, en niet langer het intern strafrecht. Wanneer een derde staat de oorlogsvoering van opstandelingen erkent, moet hij oppassen dat dit niet gezien wordt als een inmenging in interne aangelegenheden en moet hij een neutrale houding aannemen.

## Erkenning van nationale bevrijdingsbewegingen
Het erkennen van nationale bevrijdingsbewegingen kan alleen gedaan worden door de internationale gemeenschap, in de zin van de Verenigde Naties of een regionale organisatie als de Europese Unie of de Afrikaanse Unie. Een erkende nationale bevrijdingsbeweging heeft het recht om als waarnemer deel te nemen aan de werkzaamheden van de Verenigde Naties en/of regionale organisaties; zij mag ook militaire, economische, materiële en morele steun van staten en internationale organisaties ontvangen. Voorbeelden zijn de PLO en tussen 1974 en 1990 het Volksfront van Zuidwest-Afrika.
De aan een bevrijdingsbeweging toegekende rechten verdwijnen als zij een onafhankelijke staat voor elkaar heeft weten te krijgen.